# Barry Goldwater

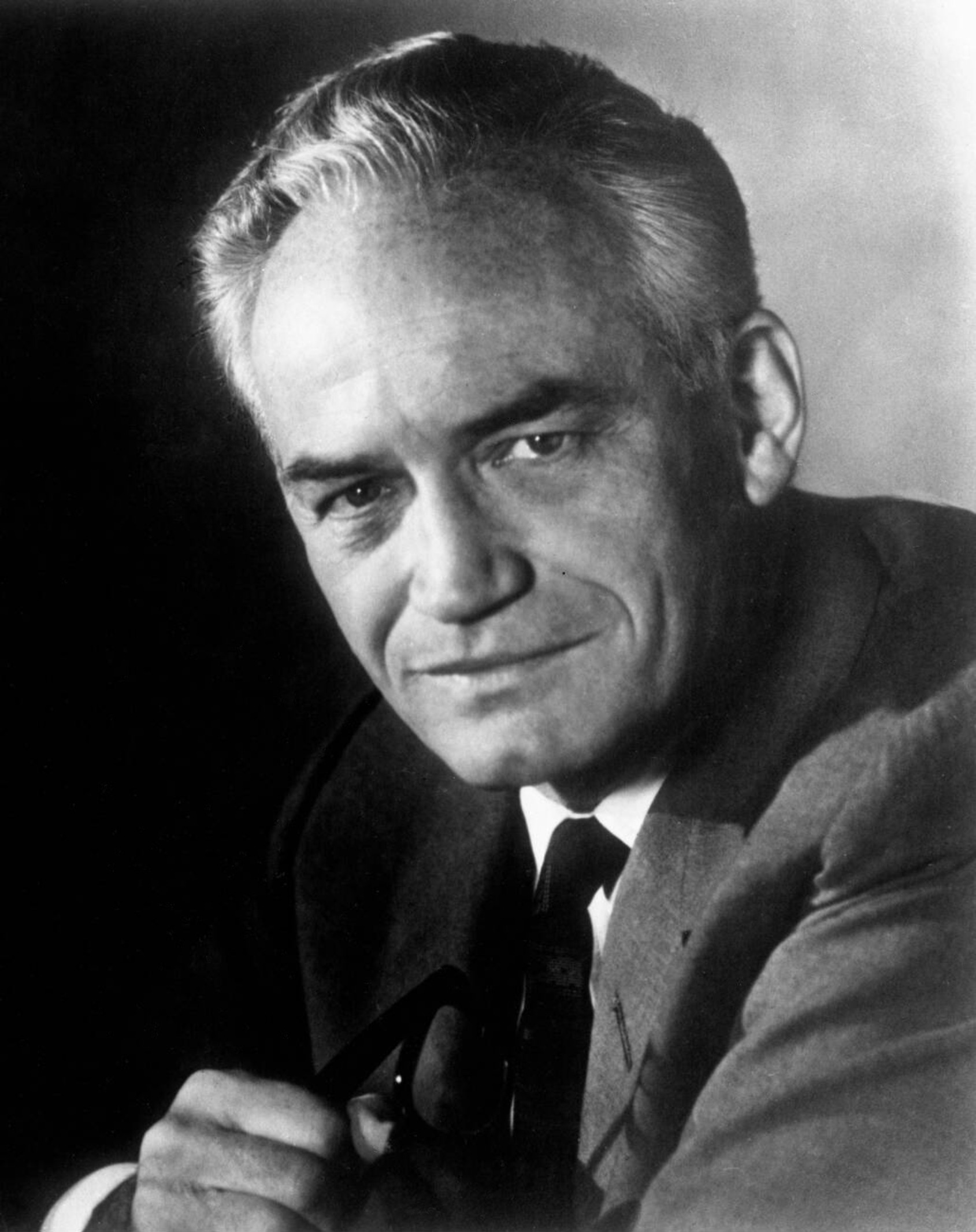
Barry Goldwater (1960)

Barry Morris Goldwater (* 2. Januar 1909 in Phoenix, Arizona-Territorium; † 29. Mai 1998 in Paradise Valley, Arizona) war ein US-amerikanischer Politiker der Republikanischen Partei. Er war Mitbegründer der modernen konservativen Bewegung in den USA. Goldwater war über fünf Legislaturperioden US-Senator für seinen Heimatstaat Arizona (1953–1965 und 1969–1987) und Präsidentschaftskandidat seiner Partei, scheiterte bei der Wahl im Jahr 1964 jedoch gegen den damaligen demokratischen Amtsinhaber Lyndon B. Johnson.

## Frühe Jahre

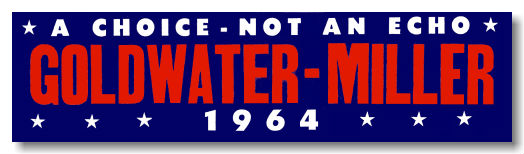
Logo des Goldwater/Miller Wahlkampfes von 1964

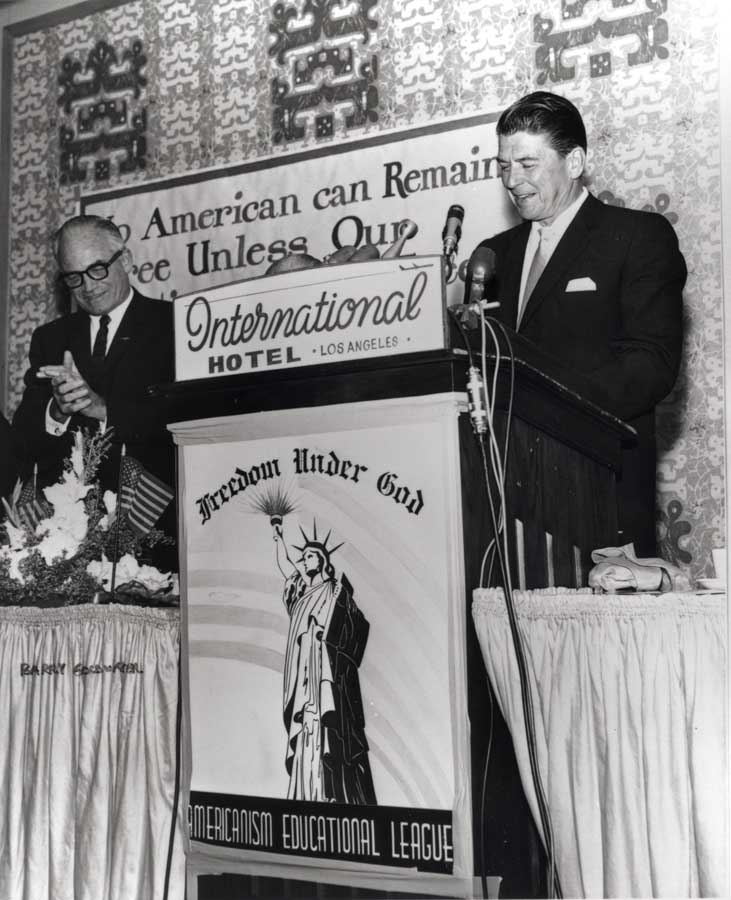
Wahlkampfauftritt von Barry Goldwater (links) und seinem Unterstützer Ronald Reagan (1964)

Goldwater wurde in Phoenix, im damaligen Arizona-Territorium, als Sohn von Baron M. Goldwater und Hattie Josephine („JoJo“) Williams geboren. Sein Vater war jüdisch, seine Mutter entstammte einer angesehenen Familie aus Neuengland, zu welcher der Theologe Roger Williams gehörte. Sein Großvater väterlicherseits hatte ein kleines Geschäft Goldwater’s gegründet, das unter seinen drei Söhnen zum größten Kaufhaus in Phoenix wurde. Barry Goldwater wurde im episkopalen Glauben seiner Mutter erzogen. Er war ein mittelmäßiger Schüler und wurde von seinen Eltern an eine private Militärakademie in Staunton (Virginia) geschickt, die er 1928 abschloss, worauf er ein Jahr an der University of Arizona eingeschrieben war, ohne einen Abschluss zu erlangen. 1936, sechs Jahre nach dem Tod seines Vaters, übernahm er ohne große Begeisterung den Familienbetrieb.
Goldwater trat 1949 in die Politik ein, wurde 1953 zum ersten Mal Senator und war Freund von Joseph McCarthy, einem extrem antikommunistischen Amtskollegen. Er schärfte vor allem in den 1960er Jahren das konservative Profil der Republikanischen Partei und wurde so zum Vorbild des späteren US-Präsidenten Ronald Reagan.

## Präsidentschaftswahl 1964
Bereits 1960 bewarb er sich um die republikanische Präsidentschaftskandidatur, jedoch unterlag er dem eher gemäßigten amtierenden Vizepräsidenten Richard Nixon, der die Wahl dann knapp gegen John F. Kennedy verlor. Bei der Präsidentschaftswahl 1964 führte Goldwater einen polarisierenden Wahlkampf und konnte sich in den Vorwahlen gegen den Willen der Parteiführung durchsetzen. Entscheidend war hier vor allem sein knapper Sieg in Kalifornien über den New Yorker Gouverneur Nelson Rockefeller, der Anführer des liberalen Parteiflügels war. Seine Popularität in Teilen der Parteibasis verdankte er seiner Kritik am Civil Rights Act aus diesem Jahr, einem Bürgerrechtsgesetz, das auch Privaten Pflichten auferlegte (er hatte als einer von wenigen republikanischen Senatoren gegen das Gesetz gestimmt). Damit sprach sich Goldwater gegen das damals verfassungsrechtlich umstrittene Vorgehen der Bundesregierung gegen die in den Südstaaten praktizierte Rassentrennung aus. Er berief sich dabei darauf, dass die Bundesregierung mit ihren Maßnahmen zugunsten einer Gleichberechtigung der Bürger die Rechte der Einzelstaaten (State’s Rights) verletzt habe, eine in den Südstaaten bis heute populäre Position. Allerdings war Goldwater selbst nicht rassistisch eingestellt: Er beendete die Rassentrennung im Unternehmen seiner Familie und unterstützte ihre Abschaffung in den Schulen und Restaurants der Stadt Phoenix, hielt jedoch den Civil Rights Act für verfassungswidrig. Viele Südstaaten-Demokraten, die die Bürgerrechtspolitik ihres eigenen Präsidenten ablehnten (siehe Dixiecrats), wandten sich daraufhin den Republikanern zu, die zuvor seit Abraham Lincoln als Verfechter der Anliegen der Afroamerikaner gegolten und noch 1960 selbst die Bürgerrechtsbewegung unterstützt hatten. Ihr Wortführer, der bis dahin demokratische Senator Strom Thurmond, bekannte sich offen zu Goldwater, absolvierte sogar gemeinsame Wahlkampfauftritte mit ihm und trat im September 1964 schließlich zu den Republikanern über.
Ähnlich wie viele heutige Republikaner trat Goldwater für einen Rückzug des Staates aus vielen Bereichen ein, da er öffentliche Eingriffe in das Renten-, Gesundheits- und Bildungswesen als Widerspruch zur Idee der individuellen Freiheit betrachtete. Er kritisierte insbesondere das öffentliche Rentensystem (Social Security) und sprach sich stattdessen für mehr private Vorsorge aus. Im Hinblick auf den Zugang zu öffentlichen Schulen äußerte er: „In den meisten Fällen kommen die Kinder ganz gut ohne aus.“ Zu diesem Zeitpunkt aber waren diese Positionen in den USA auch unter vielen Konservativen noch nicht mehrheitsfähig. Eine Reihe von gemäßigten Republikanern wie der Gouverneur von New York und spätere Vizepräsident Nelson Rockefeller sowie George W. Romney stellten sich gegen Goldwater und verweigerten ihm ihre Unterstützung. Des Weiteren konnte Präsident Johnson ihn im Wahlkampf erfolgreich, teilweise mittels Negative Campaigning, als einen gefährlichen Kandidaten darstellen, der als Präsident die USA in einen Atomkrieg verwickeln würde, denn Goldwater hatte geäußert, mit „der Atombombe … könne man prima den vietnamesischen Dschungel entlauben“.

Das politische Magazin Fact veröffentlichte in seiner September/Oktober-Ausgabe eine nicht repräsentative Umfrage, wonach 1189 Psychiater Goldwater für „psychisch ungeeignet“ für das Präsidentenamt erklärten. Per Ferndiagnose wurde ihm unter anderem Paranoia, Narzissmus und eine schwere Persönlichkeitsstörung attestiert. 1969 verurteilte ein Gericht den Herausgeber der Zeitschrift wegen Verleumdung zu einer Geldstrafe. Die American Psychiatric Association erließ die so genannte Goldwater-Regel, die die Veröffentlichung psychiatrischer und psychologischer Gutachten ohne vorherige Untersuchung für unethisch erklärte.
Goldwater, der William E. Miller als Kandidat für die Vizepräsidentschaft an seiner Seite hatte, verlor die Wahl am 3. November 1964 deutlich mit nur 38,4 % aller Stimmen. Lediglich in fünf Südstaaten sowie seinem Heimatstaat hatte er die Stimmenmehrheit und damit 52 der 538 Wahlmänner errungen, während auf Präsident Johnson 486 Elektoren entfielen (61,1 % der abgegebenen Stimmen). Allerdings hatte Goldwater als erster Republikaner eine Mehrheit der Stimmen (55 %) der weißen Wähler in den Südstaaten erzielen können.

## Spätere Jahre
Auch nach 1964 blieb Goldwater eine wichtige Figur in seiner Partei. In diesem Jahr hatte er sich aufgrund seiner Präsidentschaftskampagne keiner Wiederwahl im Senat gestellt und schied so 1965 aus dem Kongress aus. Doch 1968 wurde er erneut für Arizona in den Senat gewählt und sowohl 1974 als auch 1980 im Amt bestätigt. Außenpolitisch galt er als Kritiker der Entspannungspolitik, die von den republikanischen Präsidenten Richard Nixon und Gerald Ford verfolgt wurde. Während der Watergate-Affäre wandte er sich gegen Nixon und sprach diesem öffentlich die Glaubwürdigkeit ab. Im August 1974 informierte Goldwater Nixon, dass er ihn bei der Abstimmung über das Amtsenthebungsverfahren nicht unterstützen werde. Da der Senator unter den Konservativen im Kongress großen Einfluss hatte und seine persönliche Integrität allgemein anerkannt war, wurde dies als entscheidender Moment angesehen. Nixon sah ein, dass ihm auch in seiner eigenen Partei jegliche politische Basis fehlte und er nicht weiter im Amt bleiben konnte. Wenige Tage darauf trat er als Präsident zurück. Die Nominierung seines alten Rivalen Nelson Rockefeller zum Vizepräsidenten durch den neuen Präsidenten Ford 1974 lehnte Goldwater wie auch einige weitere Konservative im Senat ab. Doch diese Opposition reichte nicht, um die Bestätigung Rockefellers zu verhindern.

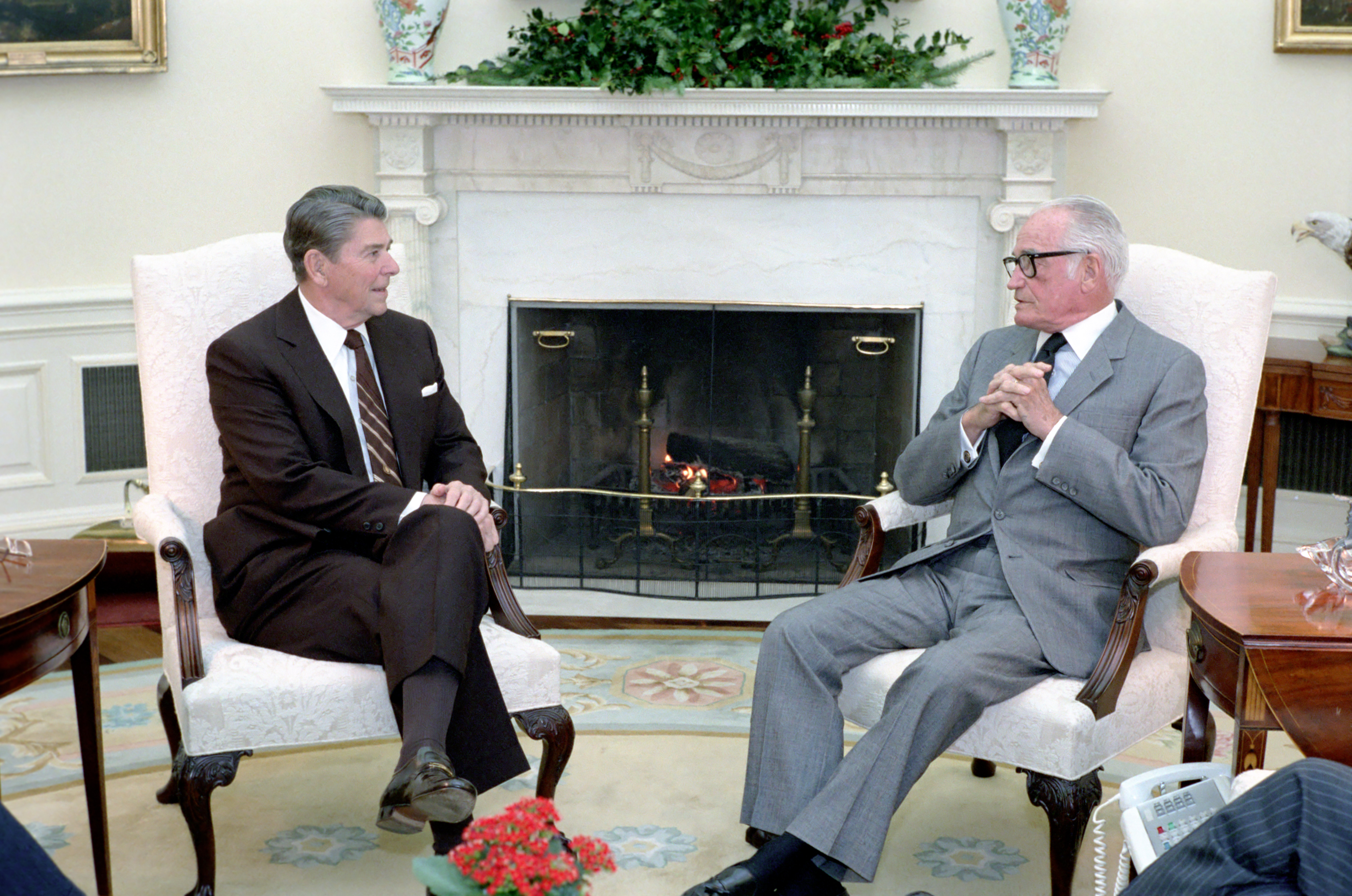
Goldwater im Gespräch mit Präsident Reagan, seinem früheren Unterstützer, im Oval Office 1984

Goldwaters Image als konservativer Hardliner bekam Risse durch seine Zustimmung zur Aufrechterhaltung des legalisierten Schwangerschaftsabbruchs während seiner letzten Amtszeit als Senator Mitte der 1980er Jahre. Einige Jahre vor seinem Tod kritisierte Goldwater öffentlich den zunehmenden Einfluss der christlichen Fundamentalisten innerhalb der Republikanischen Partei und wertete die Ansichten der religiösen Rechten als Eingriff in die Privatsphäre und Beschneidung der individuellen Freiheit. Des Weiteren sprach er sich gegen die Verbannung Homosexueller aus dem Militärdienst aus. All dies entsprach seiner libertären Überzeugung, dass sich der Staat aus dem Privatleben der Bürger herauszuhalten habe, kollidierte allerdings mit den mittlerweile zunehmend fundamentalistisch-reaktionären Strömungen innerhalb der Partei. Obwohl der konservative Wandel der Republikanischen Partei, den er mit eingeleitet hatte, ihn am Ende seines Lebens überholte, sah er sich immer als konservativen Republikaner. Goldwater starb am 29. Mai 1998 an den Folgen der Alzheimer-Krankheit.
In seiner Freizeit beschäftigte sich Goldwater mit viel Leidenschaft mit seinem Hobby Amateurfunk. Die von ihm auf seinem Privatgrundstück installierte Antennenanlage galt lange als die größte Amateurfunkanlage im Bundesstaat Arizona.

## Einfluss auf die amerikanische Politik
Goldwater wird eine entscheidende Rolle beim Rechtsruck der Republikaner zugesprochen, der bald nach 1960 einsetzte, als die Demokratische Partei ihrerseits nach links rückte und sich der Bürgerrechtsbewegung öffnete, und der bis in die Gegenwart das Profil der Partei prägt. Trotz seiner klaren Niederlage im Jahr 1964 leitete er mit seinen Ansichten den Rechtsruck der bis dahin vorwiegend liberalen Republikaner und, damit verbunden, den Wechsel der Südstaaten, wo sich die weiße Mehrheit durch die Bürgerrechtspolitik der Regierung bedroht sah, von einer demokratischen zu einer republikanischen Hochburg ein (siehe Solid South). So konnte Goldwater in Louisiana, Alabama, Mississippi, Georgia, South Carolina sowie in seinem Heimatstaat Arizona gewinnen. Während des Wahlkampfes wurde er von dem bekannten Wirtschaftswissenschaftler Milton Friedman beraten und finanziell von Industriellen wie Fred C. Koch unterstützt, die ebenfalls Steuersenkungen und einen „schlanken“, sich auf Ordnungspolitik beschränkenden Staat wünschten. Richard Nixon griff viele von Goldwaters Ansätzen später im Rahmen seiner Southern Strategy auf, mit der er erfolgreich um weiße Südstaatler warb.
Anlässlich Goldwaters Tod 1998 fasste der konservative Washington-Post-Kolumnist George Will, der 1964 für Goldwater gestimmt hatte, die Verbindung zwischen Goldwaters Einfluss auf die konservative Bewegung und die republikanische Partei und dem Wahlsieg des (anders als noch Nixon und Ford) aus Goldwaters Rechtskurs der Partei hervorgegangenen Ronald Reagan von 1980 so zusammen, dass es von Goldwaters gescheiterter Präsidentschaftskandidatur 1964 an „16 Jahre lang gedauert“ habe, „um die Wählerstimmen auszuzählen“, und mit Reagans Wahlsieg habe Goldwater letztendlich „doch gewonnen“.
Nach seinem Tod erklärte der damals amtierende demokratische US-Präsident Bill Clinton, Goldwater sei „ein amerikanisches Original, ein großer Patriot und wirklich feiner Mensch“ gewesen.

## Familie
1934 heiratete er Margaret „Peggy“ Johnson, die Tochter eines Industriellen aus Muncie, Indiana. Sie hatten vier Kinder, Joanne (* 18. Januar 1936), Barry (* 15. Juli 1938), Michael (* 15. März 1940) und Peggy (* 27. Juli 1944). Goldwaters Ehefrau starb 1985. Er heiratete 1992 die 32 Jahre jüngere Krankenschwester Susan Wechsler.
Goldwaters Sohn Barry Goldwater junior war von 1969 bis 1983 Abgeordneter im Repräsentantenhaus.

## Ehrungen
1986 überreichte US-Präsident Ronald Reagan Goldwater die Presidential Medal of Freedom, die höchste zivile Auszeichnung in den USA.

## Schriften in deutscher Übersetzung
- Warum nicht Sieg? Neuer Ausblick auf die amerikanische Politik (Why not Victory?), Leoni: Druffel 1964
- Das Gewissen eines Konservativen (The Conscience of a Conservative), Göttingen: Schütz 1964